# Minimalni polinom (linearna algebra)
Minimalni polinom oziroma minimalni polinom matrike (oznaka {\displaystyle \mu _{A}}) je v linearni algebri za matriko {\displaystyle A\,} z razsežnostjo {\displaystyle n\times n} nad obsegom {\displaystyle F\,} monični polinom {\displaystyle P\,} nad {\displaystyle F\,} tako, da ima najmanjšo možno stopnjo za {\displaystyle P(A)=0\,} (ničelna matrika). Monični polinom    ima za vodeči koeficient vrednost 1. Vsak drugi polinom {\displaystyle Q\,} za katerega velja {\displaystyle Q(A)=0} je mnogokratnik minimalnega polinoma {\displaystyle \mu _{A}}. 

## Nekatere lastnosti
1. Vrednost {\displaystyle \lambda } je koren minimalnega polinoma {\displaystyle \mu _{A}} (glej karakteristični polinom)
2. Vrednost {\displaystyle \lambda \,} je tudi koren karakterističnega polinoma matrike {\displaystyle A\,}.
3. Vrednost {\displaystyle \lambda \,} je lastna vrednost matrike {\displaystyle A\,}.

Vse zgornje trditve so enakovredne. 